# Thermen-Marathon
Der Thermen-Marathon ist ein Marathon, der seit dem Jahr 1994 stattfindet. Er wird jährlich Anfang Februar in Bad Füssing (Bayern) von der Fachklinik Johannesbad veranstaltet und wird deshalb offiziell als Johannesbad-Thermen-Marathon ausgewiesen (Stand: 2013). Es werden auch ein Halbmarathon und ein 10-Kilometer-Lauf angeboten.

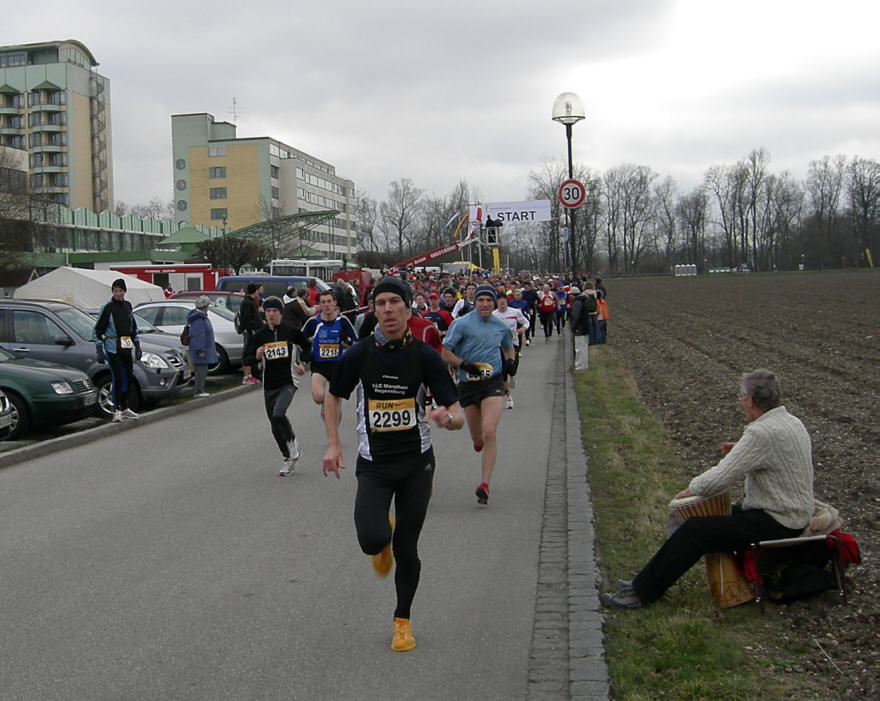
Starter des 10-Kilometer-Laufs beim Thermen-Marathon 2007

## Strecke
Der flache und schnelle Rundkurs beginnt in Bad Füssing bei der Johannesbad-Therme. Die Strecke führt über eine meist offene Landschaft mit Feldern und Wiesen und vereinzelt bewaldeten Abschnitten zuerst in Richtung Westen durch Kirchham nach Hart. In Hart wechselt die Richtung nach Süden auf einer langen Gerade nach Aigen. Hinter der Ortschaft Aigen geht es über Irching und Egglfing Richtung Osten zurück zur Johannesbad-Therme in Bad Füssing. Beim Halbmarathon wird eine Runde, beim Marathon werden zwei Runden gelaufen.

## Statistik

### Streckenrekorde
Marathon
- Männer: 2:24:42 h, Michael Braun (TV Geiselhöring), 1994
- Frauen: 2:46:04 h, Maria Bak (MTP Hersbruck), 1996

Halbmarathon
- Männer: 1:06:14 h, Tobias Schreindl, 2014
- Frauen: 1:15:36 h, Julia Viellehner (TSV Triathlon Altenmarkt), 2013

10 km
- Männer: 28:31,43 min, Simon Boch, 2020
- Frauen: 32:49,87 min, Miriam Dattke, 2020

### Siegerliste

#### Marathon
| Datum         | Männer                          | Nation      | Zeit    | Frauen              | Nation      | Zeit    |
| ------------- | ------------------------------- | ----------- | ------- | ------------------- | ----------- | ------- |
| 5. Feb. 2023  | Matthias Ewender                | Deutschland | 2:31:36 | Tina Fischl -2-     | Deutschland | 2:59:19 |
| 2. Feb. 2020  | Josef Diensthuber               | Deutschland | 2:28:37 | Petra Pastorová -2- | Tschechien  | 2:46:38 |
| 3. Feb. 2019  | Tobias Schreindl                | Deutschland | 2:31:13 | Petra Pastorová     | Tschechien  | 2:55:28 |
| 4. Feb. 2018  | Marco Bscheidl -2-              | Deutschland | 2:32:17 | Veronika Limberger  | Österreich  | 3:05:27 |
| 5. Feb. 2017  | Andreas Straßner -3-            | Deutschland | 2:34:55 | Tina Fischl         | Deutschland | 2:51:44 |
| 14. Feb. 2016 | Marco Bscheidl                  | Deutschland | 2:32:52 | Angela Kühnlein -5- |             | 2:58:52 |
| 1. Feb. 2015  | Felix Mayerhöfer                |             | 2:37:22 | Angela Kühnlein -4- |             | 3:05:54 |
| 2. Feb. 2014  | Jan Müller                      |             | 2:30:44 | Angela Kühnlein -3- |             | 3:05:28 |
| 3. Feb. 2013  | Andreas Straßner -2-            | Deutschland | 2:37:24 | Angela Kühnlein -2- |             | 3:04:12 |
| 5. Feb. 2012  | Klaus Mannweiler                |             | 2:36:57 | Angela Kühnlein     |             | 2:59:29 |
| 6. Feb. 2011  | Andreas Straßner                | Deutschland | 2:39:17 | Karin Russ          |             | 3:17:32 |
| 7. Feb. 2010  | Klaus Stübinger                 |             | 2:42:49 | Isolde Mayer-Kling  |             | 3:20:56 |
| 8. Feb. 2009  | Daniel Pickl -3-                |             | 2:43:58 | Dorothea Frey       |             | 3:13:35 |
| 10. Feb. 2008 | Daniel Pickl -2-                |             | 2:32:53 | Irene Psaier        |             | 3:10:57 |
| 4. Feb. 2007  | Daniel Pickl                    |             | 2:33:22 | Inge Dilger         |             | 3:02:08 |
| 5. Feb. 2006  | Stephan Gebauer                 |             | 2:38:44 | Sabine Huber        |             | 3:12:28 |
| 13. Feb. 2005 | Michael Sailer                  | Deutschland | 2:35:50 | Martina Riegler     |             | 3:12:51 |
| 1. Feb. 2004  | Anton Gröschl -2-               |             | 2:34:21 | Imke Klocke -2-     |             | 3:11:54 |
| 2. Feb. 2003  | Ronald Rauter                   |             | 2:34:25 | Simone Keller       |             | 3:24:56 |
| 3. Feb. 2002  | Anton Gröschl                   |             | 2:33:05 | Bernadette Hudy     |             | 3:02:51 |
| 4. Feb. 2001  | Gerhard Schneble                |             | 2:31:02 | Imke Klocke         |             | 3:07:49 |
| 6. Feb. 2000  | Siegi Ferstl & Thomas Schmucker |             | 2:33:57 | Angelika Hofmann    |             | 3:03:59 |
| 7. Feb. 1999  |                                 |             |         | Antje Rieger        |             | 3:06:36 |
| 1. Feb. 1998  |                                 |             |         |                     |             |         |
| 2. Feb. 1997  |                                 |             |         | Cornelia Scheungrab |             | 2:56:39 |
| 4. Feb. 1996  |                                 |             |         | Maria Bak           | Deutschland | 2:46:04 |
| 5. Feb. 1995  |                                 |             |         |                     |             |         |
| 6. Feb. 1994  | Michael Braun                   | Deutschland | 2:24:42 |                     |             |         |

#### Halbmarathon
| Jahr | Männer                | Nation      | Zeit    | Frauen                           | Nation      | Zeit    |
| ---- | --------------------- | ----------- | ------- | -------------------------------- | ----------- | ------- |
| 2023 | Erik Hille            | Deutschland | 1:06:14 | Maria Brand (früher: Kerres) -2- | Deutschland | 1:22:18 |
| 2020 | Thorben Dietz         | Deutschland | 1:06:50 | Maria Kerres                     | Deutschland | 1:16:26 |
| 2019 | Aki Nummela           | Finnland    | 1:11:33 | Elvira Flurschütz -2-            | Deutschland | 1:24:12 |
| 2018 | Daniel Kucevic        |             | 1:15:46 | Tina Fischl -4-                  | Deutschland | 1:19:19 |
| 2017 | Marco Bscheidl        | Deutschland | 1:11:18 | Elvira Flurschütz                | Deutschland | 1:22:40 |
| 2016 | Tobias Schreindl -3-  | Deutschland | 1:08:15 | Tina Fischl -3-                  | Deutschland | 1:17:37 |
| 2015 | Tobias Schreindl -2-  | Deutschland | 1:07:09 | Tina Fischl -2-                  | Deutschland | 1:17:22 |
| 2014 | Tobias Schreindl      | Deutschland | 1:06:17 | Tina Fischl                      | Deutschland | 1:18:37 |
| 2013 | Johannes Hillebrand   |             | 1:09:28 | Julia Viellehner -2-             | Deutschland | 1:15:36 |
| 2012 | Jan Müller            |             | 1:11:03 | Julia Viellehner                 | Deutschland | 1:16:58 |
| 2011 | Andreas Janker        |             | 1:13:36 | Bernadette Pichlmaier -3-        | Deutschland | 1:19:03 |
| 2010 | Dennis Pyka -2-       |             | 1:13:36 | Bernadette Pichlmaier -2-        | Deutschland | 1:17:43 |
| 2009 | Dennis Pyka           |             | 1:10:58 | Claudi Löbel                     |             | 1:25:05 |
| 2008 | Karl Aumayr -2-       | Österreich  | 1:10:00 | Bernadette Pichlmaier            | Deutschland | 1:20:47 |
| 2007 | Karl Aumayr           | Österreich  | 1:11:30 | Ulrike Mayer-Tancic              |             | 1:27:48 |
| 2006 | Anton Gröschl -3-     |             | 1:13:28 | Inge Dilger                      |             | 1:28:15 |
| 2005 | Anton Gröschl -2-     |             | 1:13:27 | Birgit Koch -3-                  | Deutschland | 1:22:49 |
| 2004 | Arthur Kramer         |             | 1:12:04 | Birgit Koch -2-                  | Deutschland | 1:21:22 |
| 2003 | Abdelghani Jemmal -2- |             | 1:07:26 | Maria Koch                       | Österreich  | 1:21:36 |
| 2002 | Abdelghani Jemmal     | Frankreich  | 1:08:43 | Birgit Koch                      | Deutschland | 1:23:14 |
| 2001 | Kim Bauermeister      | Deutschland | 1:07:14 | Dagmar Rabensteiner              | Österreich  | 1:15:47 |
| 2000 | Anton Gröschl         |             | 1:10:28 | Ulrike Puchner -2-               | Österreich  | 1:20:39 |
| 1999 |                       |             |         |                                  |             |         |
| 1998 | Eike Loch             |             | 1:09:35 | Ulrike Puchner                   | Österreich  | 1:23:01 |

#### 10 km
| Jahr | Männer                  | Nation      | Zeit  | Frauen               | Nation      | Zeit  |
| ---- | ----------------------- | ----------- | ----- | -------------------- | ----------- | ----- |
| 2023 | Simon Boch -2-          | Deutschland | 28:02 | Adessalem Alemu      |             | 32:57 |
| 2020 | Simon Boch              | Deutschland | 28:32 | Miriam Dattke -2-    | Deutschland | 32:50 |
| 2019 | Andreas Silberbauer     | Österreich  | 33:51 | Susanne Schreindl    | Deutschland | 36:02 |
| 2018 | Philipp Pflieger -2-    | Deutschland | 29:32 | Miriam Dattke        | Deutschland | 33:14 |
| 2017 | Tobias Schreindl        | Deutschland | 30:40 | Anja Scherl          | Deutschland | 33:18 |
| 2016 | Jonas Koller            | Deutschland | 31:04 | Julia Kick           |             | 34:36 |
| 2015 | Philipp Pflieger        | Deutschland | 30:07 | Julia Viellehner -3- | Deutschland | 34:21 |
| 2014 | Moritz Steininger       |             | 30:05 | Julia Viellehner -2- | Deutschland | 34:01 |
| 2013 | Giovani Gonzalez Popoca |             | 32:44 | Tina Fischl -3-      | Deutschland | 35:33 |
| 2012 | Alexander Bonauer -2-   |             | 33:07 | Tina Fischl -2-      | Deutschland | 36:04 |
| 2011 | Matthias Ewender        |             | 32:08 | Tina Fischl          | Deutschland | 35:35 |
| 2010 | Alexander Bonauer       |             | 32:11 | Elisabeth Haas       |             | 38:22 |
| 2009 | John Mooney -3-         |             | 32:12 | Marcela Loza Hilares |             | 38:40 |
| 2008 | John Mooney -2-         |             | 31:23 | Judith von Andrian   |             | 37:38 |
| 2007 | John Mooney             |             | 31:10 | Katrin Esefeld -2-   | Deutschland | 37:25 |
| 2006 | Oliver Steininger       |             | 32:52 | Eva Trost            |             | 36:11 |
| 2005 | Johann Hopfner -4-      |             | 31:57 | Julia Viellehner     | Deutschland | 35:56 |
| 2004 | Johann Hopfner -3-      |             | 31:20 | Julia Doehla         |             | 39:44 |
| 2003 | Johann Hopfner -2-      |             | 31:26 | Katrin Esefeld       | Deutschland | 40:18 |
| 2002 | Thomas Schmid           |             | 32:18 | Margit Kleis         |             | 38:04 |
| 2001 | Johann Hopfner          |             | 31:39 | Heidi Stalla Willer  |             | 38:49 |
| 2000 | Andreas Lorenz          |             | 31:34 | Melanie Hohenester   |             | 37:09 |
| 1999 | Konrad Dobler           | Deutschland | 32:27 | Sieglinde Helml      |             | 39:14 |
| 1998 | Oliver Dietz            |             | 31:11 | Carmen Klenk         |             | 37:18 |

### Entwicklung der Finisherzahlen
| Jahr | Marathon | davon Frauen | Halbmarathon | davon Frauen | 10 km | davon Frauen |
| ---- | -------- | ------------ | ------------ | ------------ | ----- | ------------ |
| 2024 | 220      | 40           | 0620         | 170          | 684   | 247          |
| 2023 | 174      | 27           | 0401         | 101          | 372   | 140          |
| 2020 | 293      | 45           | 0782         | 208          | 815   | 330          |
| 2009 | 223      | 24           | 0863         | 194          | 520   | 176          |
| 2008 | 307      | 39           | 0947         | 199          | 608   | 230          |
| 2007 | 326      | 34           | 0902         | 193          | 459   | 176          |
| 2006 | 276      | 42           | 0847         | 170          | 430   | 171          |
| 2005 | 305      | 34           | 0959         | 215          | 450   | 196          |
| 2004 | 322      | 32           | 0976         | 214          | 486   | 181          |
| 2003 | 351      | 43           | 1022         | 217          | 489   | 202          |
| 2002 | 378      | 38           | 1051         | 207          | 459   | 173          |
| 2001 | 367      | 31           | 0985         | 193          | 602   | 220          |
| 2000 | 367      | 36           | 0810         | 149          | 583   | 172          |
| 1999 |          | 32           |              |              | 390   | 115          |